# Artur Gajdoš
Artur Gajdoš (* 20. Januar 2004 in Ilava, Slowakei) ist ein slowakischer Fußballspieler. Der Mittelfeldspieler steht aktuell beim slowakischen Rekordmeister ŠK Slovan Bratislava unter Vertrag, spielt allerdings auf Leihbasis für den FK AS Trenčín. Außerdem ist er Spieler der slowakischen U-21-Nationalmannschaft.

## Karriere

### Im Verein
Artur Gajdoš wurde in der nordwestslowakischen Stadt Ilava geboren. Im Alter von drei Jahren begann er zunächst, Eishockey zu spielen, wechselte jedoch dann zum Fußball. Sein erster Verein war der MFK Dubnica aus der Stadt Dubnica nad Váhom. Im Alter von neun Jahren wechselte er in das etwa 15 Kilometer entfernte Trenčín zum FK AS Trenčín. Dort durchlief er alle weiteren Jugendmannschaften. In der Saison 2020/21 wurde er an die ersten Mannschaft von Trenčin herangeführt und gehörte erstmals zum Spieltagskader in der erstklassigen Fortuna Liga. Sein Profidebüt gab Gajdoš schließlich im Alter von gerade einmal 16 Jahren am 1. November 2020 beim 3:1-Sieg gegen den MFK Ružomberok, bei dem er in der 86. Spielminute eingewechselt wurde. In der Folge kam er noch zu mehreren Kurzeinsätzen für seinen Verein. Im November 2020 unterschrieb er auch seinen ersten Profivertrag beim AS Trenčín.
Im Sommer 2021 wurde Gajdoš zunächst zu seinem Jugendverein MFK Dubnica verliehen, die in der zweitklassigen 2. Liga spielten. Für die Mannschaft kam er allerdings nur in zwei Spielen zum Einsatz, daneben spielte er noch in der U-19 von Trenčin, mit der er am Saisonende die Meisterschaft gewann. In der zweiten Saisonhälfte kam er auch in der ersten Mannschaft von Trenčín wieder zu Kurzeinsätzen, beim 2:0-Sieg gegen den FC Zlaté Moravce im April 2022 stand er sogar erstmals in der Startformation. In der Saison 2022/23 entwickelte sich Gajdoš mehr und mehr zum Stammspieler im zentralen Mittelfeld. Sein erstes Ligator konnte er am 5. August 2022 beim 3:1-Sieg gegen Zemplin Michalovce erzielen. In der Rückrunde führte er seine Mannschaft im Spiel gegen den MFK Tatran Liptovský Mikuláš sogar erstmals als Kapitän an. Auch in der folgenden Saison blieb Gajdoš Stammspieler bei Trenčin.
Anfang September 2024 wechselte Gajdoš zum slowakischen Rekordmeister SK Slovan Bratislava. Sein Debüt für seinen neuen Verein gab er am 18. September 2024 bei der 1:5-Niederlage gegen Celtic Glasgow in der Gruppenphase der Champions League 2024/25, drei Tage später kam er auch erstmals in der Liga zum Einsatz. Bei Bratislava kam er auch regelmäßig zum Einsatz, war jedoch kein solcher Leistungsträger wie in Trenčin. Daraufhin wechselte er für die zweite Saisonhälfte auf Leihbasis zurück zum AS Trenčín, mit denen er am Saisonende den Klassenerhalt schaffte. Gleichzeitig wurde er mit Slovan Bratislava zum ersten Mal slowakischer Meister.

### In der Nationalmannschaft
Gajdoš durchlief die slowakischen Nachwuchsnationalmannschaften. 2019 kam er zu zwei Einsätzen für die U-15-Nationalmannschaft, in der Folge auch zu drei Einsätzen in der U-16. 2022 wurde er in den Kader der U-19-Nationalmannschaft für die U-19-Europameisterschaft 2022 im eigenen Land berufen, bei der er zu drei Einsätzen kam und am Ende Platz fünf mit seiner Mannschaft erreichte. Außerdem wurde er im selben Jahr für die Slowakische Nationalmannschaft als Ergänzungsspieler nominiert, kam jedoch zu keinem Einsatz. Im Mai 2023 nahm er mit der Slowakei bei der U-20-Weltmeisterschaft in Argentinien teil, bei der er Stammspieler war. Beim 4:0-Sieg gegen Fidschi konnte er sogar einen Treffer erzielen. Am Ende scheiterte er mit seiner Mannschaft im Achtelfinale an Kolumbien.
Seit September 2023 ist er fester Bestandteil der U-21-Nationalmannschaft der Slowakei und kam in fast allen Freundschaftsspielen in der Vorbereitung auf die U-21-Europameisterschaft 2025 zum Einsatz. Im Mai 2025 wurde er von Trainer Jaroslav Kentoš in den Kader für die U-21-Europameisterschaft 2025 in der Slowakei berufen.

## Erfolge
Slovan Bratislava
- Slowakischer Meister: 2024/25